# Bogoria (jezero)
Bogoria je slano alkalno jezero u Velikoj rasjednoj dolini, u vulkanskom području odmah sjeverno od ekvatora u Keniji. Jezero je najpoznatije po mnoštvu algi koje privlače milijune plamenaca, ali i veliki broj drugih životinja, zbog čega ga je zaštitila Ramsarska konvencija 1973. godine. Sustav kenijskih slanih jezera, kojemu pripada i Bogoria, jedno je od mjesta u kojemu živi najveća raznolikost ptica na svijetu.  God. 2011. je, zajedno s drugim kenijskim jezerima Velike rasjedne doline (Nakuru i Elmenteita), upisano na UNESCO-ov popis mjesta svjetske baštine u Africi kao "sustav povezanih plitkih jezera jedinstvene ljepote koja su dom za 13 jako ugroženih vrsta ptica i najvažnije mesto ispaše malih plamenaca, ali i glavno gnijezdilište velikih pelikana na svijetu".

## Prirodne odlike
Jezero Bogoria se nalazi na 990 m nadmorske visine i ima projer od 34 x 3,5 km, te slijev od 700 km². Na sjeveru jezera nalazi se močvara Kesubo, a na istoku Siracho litice, koji zajedno s jezerom pripadaju Nacionanom rezervatu Bogoria. Jezero je poznato i po svojim gejzirima (njih 18, što je najveći broj u Africi) i termalnim izvorima u jezeru i uz obalu. Na četiri mjesta može se pronaći po desetak gejzira koji erumpiraju do 5 m visine
Voda jezera sadrži veliku koncentraciju iona Na+, HCO3- i CO32- koji dolaze u vodama rijeka Sandai i Emsos, ali i od oko 200 alkalnih termalnih izvora s tri lokaliteta uz obalu jezera:Loburu, Chemurkeu, i južna skupina (Ng'wasis, Koibobei, Losaramat). Voda je zbog toga alkalna (pH:10.5) i slana (do 100 g/L rastopljene soli) zbog isparavanja jer nema odlijeva jezera. Površina plitkog jezera Bogoria je meromiktička (podijeljena na gusti slani donji i gornji slatki sloj vode). Iako jako slano prepuno je cijanobakterija Arthrospira fusiformis kojima se hrane plamenci.
Pored plamenaca, u rezervatu obitavaju i ugrožene vrste kao što su: velika čaplja, batoglavka, afrički štekavac (Haliaeetus vocifer), bjeloleđi orao (Aquila verreauxii) i pjegavi vodomar (Ceryle rudis).
U njegovoj okolici također obitavaju ugroženi sisavci kao što su Rothschildova žirafa, crni nosorog i bijeli nosorog, ali i drugi kao veliki kudu, lav, gepard, divlji pas, močvarna antilopa i piton. Jezero je tradicionalni dom naroda Endorois koji su se 1970-ih bili primorani odseliti, ali sada se kroz Afričko povjerenstvo za ljudska prava (African Commission on Human and Peoples' Rights, ACHPR) pokušavaju vratiti
- Gejzir u jezeru Bogoria
- Plamenci u jezeru
- Mali plamenac
- Afrička golema kornjača

## Vanjske poveznice
|  | Zajednički poslužitelj ima još gradiva o temi Bogoria (jezero) |

- Minority Rights Group on the Endorois and Lake Bogoria (engl.) Preuzeto 31. listopada 2011.